# Agnès Crittin
Agnès Crittin, ou Agnès Cristini, née avant 1420 et morte sur le bûcher en 1457 dans le val de Bagnes en Suisse, est une victime des procès de sorcellerie du XVe siècle du Valais.

## Biographie
Agnès Crittin, ou Agnès Cristini, naît avant 1420.
Elle habite Sarreyer, dans l'actuel canton du Valais, en Suisse.
Son mari se prénomme Jean.

## Le procès en sorcellerie

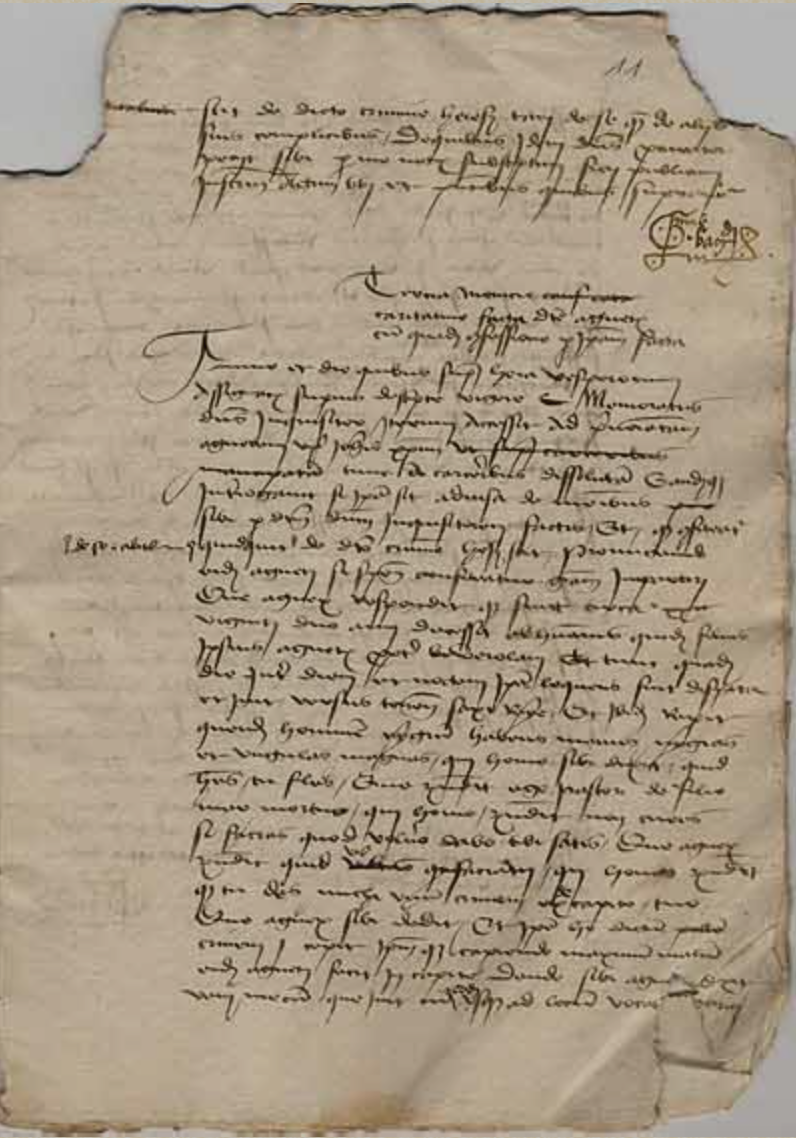
Une des pages des actes du procès d'Agnès Crittin en 1457, rédigée par le notaire Guillelmus Bagniodi à Bagnes, Valais.

Agnès Crittin est poursuivie pour sorcellerie sur la base d'une rumeur. Elle est arrêtée après que trois femmes l'ont dénoncée comme complice lors du déroulement d'autres procès.

### Rumeurs, accusations, instruction
Le procès d'Agnès Crittin commence en mai et se termine en juillet 1457 ; il a lieu au Châble dans le val de Bagnes. L’inquisiteur Raymond de Rue est accompagné du vicaire Pierre de Pascua pour interroger, dans un premier temps, les témoins à charge initiaux. Le 9 mai 1457, ces deux hommes leur posent chaque fois les mêmes questions : de quel crime Agnès Crittin est-elle accusée ? Qui leur a fourni ces informations ? Depuis quand en ont-ils connaissance?
L'instruction du procès se déroule selon les modalités stéréotypées que l'on retrouvera trente ans plus tard dans le grand traité sur les sorcières de Jacques Sprenger, intitulé Malleus maleficarum (« Le Maillet des sorcières »). Vingt-six personnes (douze hommes et quatorze femmes) sont interrogées; dans leurs dépositions, ils confirment, sous serment, qu'ils ont entendu la rumeur publique qui affirme qu'Agnès Crittin a commis le crime de sorcellerie, ce qui renforce les graves soupçons qui pèsent sur l'inculpée.
Si les accusations des vingt-six témoins ne sont pas toutes très précises, faisant juste état de soupçons et de rumeurs, deux femmes — Françoise, épouse de Pierre Combex, et Helienoda, épouse de Rolet Troillet, notaire — lancent des accusations précises de maléfice. Toutefois, ces charges qui font état de superstitions et de croyances occultes, ne mentionnent ni l'existence d'un pacte avec le diable ni d'une participation à un sabbat — concepts qui sont des élaborations d'hommes érudits. Françoise prétend qu'une chemise que lui a offerte Agnès la brûle quand elle la porte, et qu'après avoir été battue par son mari, Agnès l'a soignée en l'enduisant de beurre, ce qui lui a donné la sensation d'avoir des orties sur tout le corps. Helienoda, quant à elle, est persuadée qu'Agnès a rendu le lait des vaches impropre à la consommation, ce qui l'oblige à le donner à des cochons, lesquels auraient par ailleurs blessé un enfant.

### Personnes présentes lors du procès et tensions politiques
Les actes du procès mené par le tribunal de l'Inquisition sont retranscrits à Bagnes par Guillelmus Bagniodi, notaire. Cette transcription se présente sous forme d'un cahier de 32 pages de papier (210 × 295 × 5 mm). Les actes mentionnent que la procédure débute le 9 mai 1457 pour se terminer le 6 septembre 1457.
Parmi les personnes présentes lors du procès se trouvent l'inquisiteur Raymond de Rue, le procureur de la foi Pierre de Pascua, le notaire Guillaume Fareti, le vicaire de l'évêque de Sion (Henri Asperlin) Jean de Sonnay et le curé de Bagnes Jean Bernardi. On note aussi la présence d'Anthonia de Terra, également condamnée au bûcher pour sorcellerie en 1457.
L'acte est rédigé à Bagnes, dans la salle de la maison de la cour du monastère, en présence du curé d'Ollon Guillaume Bernardi, des nobles Petrus de Lugrino, Anthonius de Castellario et de Guillelmus Fareti, notaire.
François de la Tour, seigneur de Montagnier (Bagnes), est mis en cause durant le même procès mais échappe alors à la condamnation. Il est toutefois à nouveau poursuivi en 1462 et condamné. Ses biens, confisqués lors de ces procès, font l'objet de convoitises et de discussions entre l’abbaye de Saint-Maurice, Pierre de Neuvecelle et le duc de Savoie. C'est la raison pour laquelle on trouve de nombreuses traces de ces procès dans les archives de l'abbaye de Saint-Maurice et de Turin. Elles mettent en relief les dissensions politiques entre le Valais épiscopal et le duc de Savoie Louis Ier de Savoie, qui se soldent par la bataille de la Planta en 1475 et par la victoire du Valais, mettant fin à toute prétention territoriale en Valais du duché de Savoie.

### La torture et les aveux
Le 30 juin 1457, l'inquisiteur Raymond de Rue interroge une première fois l'accusée, tout en commençant par lui faire prêter serment et la prévenir que si elle se contredit au cours de la procédure, elle sera considérée parjure. C'est alors qu'elle avoue avoir rencontré un «homme noir, aux mains noires et aux grands ongles» après la mort de son fils voici 22 ans, près du torrent de Sarreyer. Il lui aurait demandé un cheveu de sa tête et l'aurait ensuite emmenée dans une réunion rassemblant des gens, et elle aurait mangé du pain et de la viande avec eux. Le 2 juillet, elle indique également qu'elle a assisté à des exécutions de sorciers, dont elle connaît les crimes énumérés lors de la sentence publique.

Le 5 juillet, Jean de Sonnay, vicaire de l'évêque de Sion, est présent pour les interrogatoires et il est demandé une nouvelle fois à Agnès Crittin d'avouer ses crimes. Le 15 juillet a lieu l'assignation à comparaître, durant laquelle l'accusée refuse d'admettre un quelconque crime. Devant sa résistance, le procureur de la foi ordonne qu'on la soumette à la torture par ces mots 
« Nous ordonnons qu’Agnès soit questionnée et soumise à la torture jusqu’à ce que la vérité sorte de ta bouche en faveur de la sainte foi, sans pour autant aller jusqu’au danger de mort, à la mutilation des membres et à l’effusion de sang contre lesquels nous protestons solennellement et expressément ».
Après avoir subi trois fois la torture de l'estrapade — «les mains liées derrière le dos, elle est soulevée à l’aide d’une corde attachée à une poulie déroulée brusquement en l’arrêtant à quelques centimètres du sol» — Agnès Crittin avoue le 16 juillet : elle aurait passé un pacte avec le diable (décrit comme ayant la forme d'un homme noir), se serait rendue à une assemblée en volant à l'aide d'une chaise et aurait pillé une cave, puis mangé du fromage et bu du vin chez le seigneur de Montagnier. Cependant, elle se rétracte le 18 juillet, et l'inquisiteur ordonne alors une nouvelle séance de torture à la suite de laquelle Agnès Crittin avoue avoir enfourché un bâton pour se déplacer. Elle donne également les noms de plusieurs personnes qui seraient ses complices, notamment celui de Christine Menjardaz, qui aurait été son initiatrice. Agnès Crittin aurait pu avoir connaissance du cas de cette dernière, qu'on sait avoir été exécutée pour sorcellerie avec son fils, Antoine Broyoz, de Riddes, avant le 22 février 1429.
Ses aveux, mentionnant le vol nocturne à l'aide d'un bâton et le pacte avec le diable (l'homme noir), ressemblent plus au « concept cumulatif de sorcellerie[Quoi ?] », lentement élaboré à partir de textes comme le Malleus Maleficarum, qu'aux accusations de maléfices initiales par les femmes qui l'ont dénoncée.

### Issue du procès
Les sources ne précisent pas la sentence finale. Mais, comme le souligne Christine Payot, historienne médiéviste valaisanne, « il est peu probable qu'elle ait échappé au bûcher » en l'année 1457.

## Sources et références
1. 1 2 3 4 5 6 7 8 9 10 11 12 13 14 15  Christine Payot, « Agnès Crittin : Une paroissienne de Bagnes accusée de sorcellerie au XVe siècle », Les Echos de Saint-Maurice,‎ 2000 (lire en ligne)
2. ↑  Jules-Bernard Bertrand, « Notes sur les procès d'hérésie et de sorcellerie en Valais », Annales valaisannes,‎ 1921, p. 151-194; v. p. 154 (lire en ligne, consulté le 17 mai 2021)
3. 1 2 3  « Fondation des Archives Historiques de l'Abbaye de St-Maurice », sur www.digi-archives.org (consulté le 12 juillet 2019)
4. 1 2  Chantal Ammann-Doubliez, « Les chasses aux sorciers en Valais au Bas Moyen Âge », Annales valaisannes,‎ 2003, p. 129-147 (lire en ligne)
5. ↑  Pierre Dubuis, « Documents sur le clergé, les fidèles et la vie religieuse dans le Valais occidental et les vallées d'Aoste et de Suse aux XIVe et XVe siècles », sur core.ac.uk, comptes de l'administration savoyarde (consulté le 13 juillet 2019)